# Pitcairnia filispina
Pitcairnia filispina är en gräsväxtart som beskrevs av Lyman Bradford Smith. Pitcairnia filispina ingår i släktet Pitcairnia och familjen Bromeliaceae. Inga underarter finns listade i Catalogue of Life.